# ألكسيناتش
أليكسيناك (Алексинац) هي مدينة في نيسافا في مقاطعة وسط صربيا في صربيا.

## توأمة
لألكسيناتش اتفاقيات توأمة مع كل من:
- باتراس [5]
- أياني
- Hisarya, Bulgaria [الإنجليزية]‏
- لافريو
- فيروناس
- زاغري أب سافي

## أعلام
- دراغوسلاف ميهايلوفيتش
- ميلوس بيريتش